# 27372 Ujifusa
27372 Ujifusa è un asteroide della fascia principale. Scoperto nel 2000, presenta un'orbita caratterizzata da un semiasse maggiore pari a 2,9723836 UA e da un'eccentricità di 0,1317520, inclinata di 0,86480° rispetto all'eclittica.